# Chikanobu Toyohara

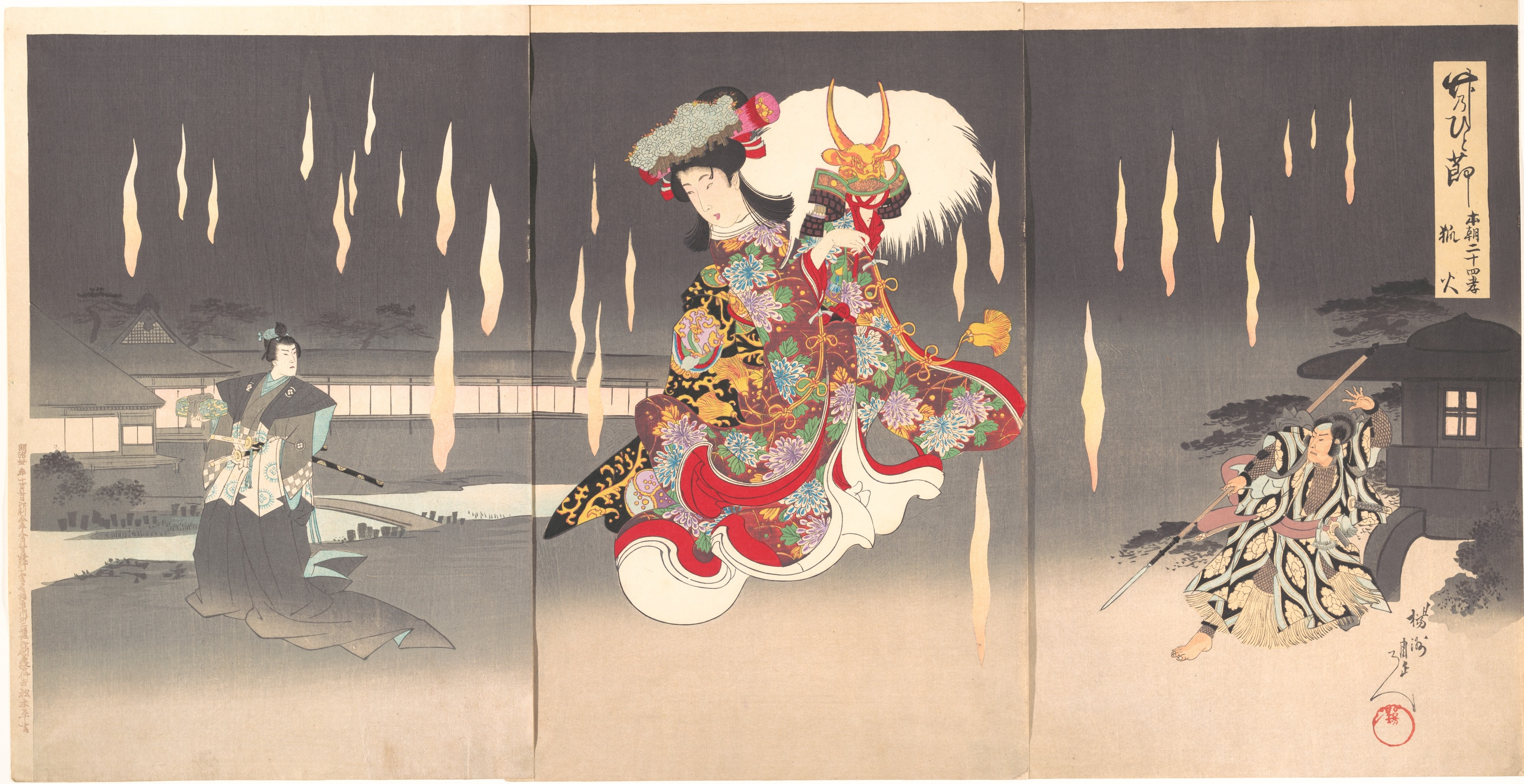
Jeden z tryptyków Chikanobu Toyohary, scena walki magicznej

Chikanobu Toyohara (jap. 豊原 周延 Toyohara Chikanobu; ur. ok. 1838, zm. 1912) – japoński artysta tworzący ukiyo-e, podpisywał swoje prace jako Chikanobu Yōshū (jap. 楊洲 周延 Yōshū Chikanobu).

## Twórczość
Tworzył dzieła o różnorodnej tematyce: historyczne sceny bitewne, portrety aktorów kabuki oraz pięknych kobiet (bijin-ga). Właśnie dzięki tym ostatnim stał się znany szerzej, gdyż jego dzieła przedstawiały zmiany zachodzące w ubiorze Japonek, które portretował odziane zarówno w stroje tradycyjne, jak i pochodzące z Zachodu. Potraktowane jako całość, były swoistym zapisem zmian zachodzących w modzie i kulturze, ukazanych przez pryzmat kobiecego ubioru.
Podobnie jak u większości twórców tej dziedziny sztuki, jego prace na ogół były formatu ōban tate-e (pionowe, o rozmiarach 39 x 26,5 cm), jednakże znane są co najmniej dwa dyptyki i jeden poliptyk jego autorstwa.
Był też wykonawcą kilku plansz do sugoroku (rodzaj gry) oraz ilustracji do książek. Najbardziej znane są jego tryptyki oraz serie prac, takie jak „Kobiety z pałacu Chiyoda” (inaczej zamek Edo).